# Duncan (motorfiets)
Duncan is een historisch merk van motorfietsen.
Het gaat waarschijnlijk om een Brits merk dat in elk geval rond 1921 motorfietsen maakte. In dat jaar bouwde men namelijk een 980 cc V-twin met een in de lengterichting geplaatste motor. Dit was de eerste motorfiets ter wereld met pneumatische achtervering.